# Caiyuan (socken i Kina, Shandong)
Caiyuan (kinesiska: 财源街道, 财源) är en socken i Kina. Den ligger i provinsen Shandong, i den östra delen av landet, omkring 53 kilometer söder om provinshuvudstaden Jinan. Antalet invånare är 164 665. Befolkningen består av 81 491 kvinnor och 83 174 män. Barn under 15 år utgör 13,0 %, vuxna 15-64 år 79 %, och äldre över 65 år 7,0 %.
Genomsnittlig årsnederbörd är 845 millimeter. Den regnigaste månaden är juli, med i genomsnitt 304 mm nederbörd, och den torraste är januari, med 8 mm nederbörd.